# Acanthophyllum stocksianum
Acanthophyllum stocksianum är en nejlikväxtart som beskrevs av Pierre Edmond Boissier. Acanthophyllum stocksianum ingår i släktet Acanthophyllum och familjen nejlikväxter. Inga underarter finns listade i Catalogue of Life.